# Live at the Isle of Wight 1970
Live at the Isle of Wight 1970 – album koncertowy Leonarda Cohena, wydany w październiku 2009. Piosenki zostały nagrane podczas koncertu na wyspie Wight 31 sierpnia 1970 podczas festiwalu muzycznego.
Album zawiera również płytę DVD z filmem dokumentalnym w reżyserii Murraya Lernera przedstawiającym koncert, z wypowiedziami uczestników festiwalu: Boba Johnstona, Krisa Kristoffersona, Joan Baez i Judy Collins.

## Lista utworów
1. Introduction – 3:05
2. Bird on the Wire – 4:15
3. Intro to So Long, Marianne – 0:15
4. So Long, Marianne – 7:07
5. Intro/Let's Renew Ourselves – 0:51
6. You Know Who I Am – 3:58
7. Intro To Poems – 0:29
8. Lady Midnight – 3:37
9. They Locked Up A Man (Poem)/A Person Who Eats Meat/Intro – 1:59
10. One Of Us Cannot Be Wrong – 4:54
11. The Stranger Song – 6:47
12. Tonight Will Be Fine – 6:39
13. Hey, That's No Way To Say Goodbye – 3:34
14. Diamonds In The Mine – 5:22
15. Suzanne – 4:26
16. Sing Another Song, Boys – 6:31
17. The Partisan – 5:13
18. Famous Blue Raincoat – 6:15
19. Seems So Long Ago, Nancy – 4:18